# Nigel Playfair
Sir Nigel Playfair, pseudonimo di Nigel Ross Playfair (Londra, 1º luglio 1874 – Londra, 19 agosto 1934), è stato un attore, regista e direttore teatrale inglese.

## Biografia

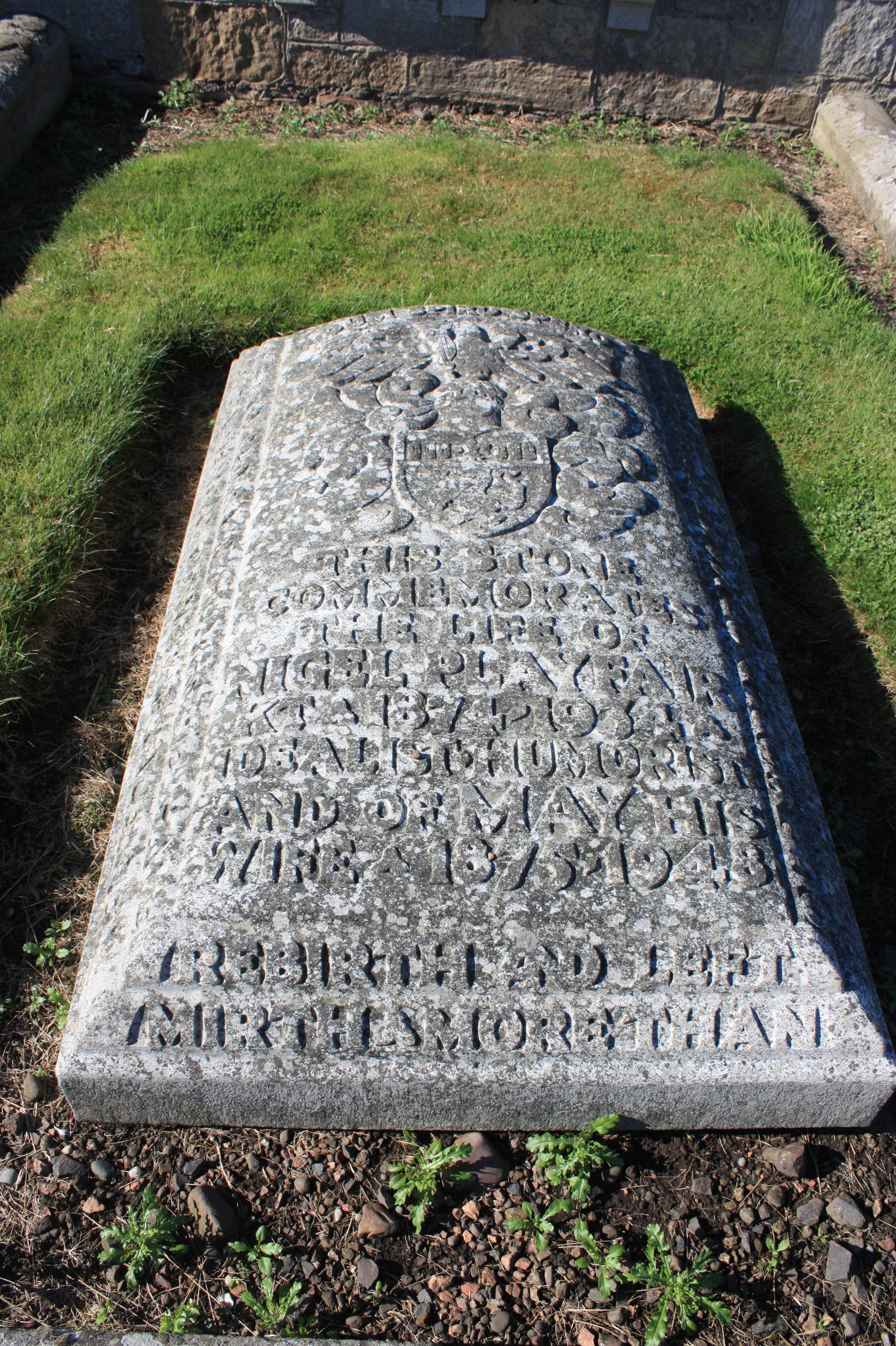
La tomba di Nigel Playfair, Eastern Cemetery, St Andrews

Playfair nacque a Londra, figlio minore del medico ostetrico William Smoult Playfair (1835–1903) e di sua moglie, Emily, nata Kitson (1841–1916).
Ha studiato al Winchester, Harrow e all'University College di Oxford, dove ha conseguito una laurea con lode in storia moderna (1896). Per amore del palcoscenico rinunciò ad una carriera di avvocato.
Agli esordi della sua carriera, nel 1903, interpretò il suo primo ruolo professionale shakespeariano, il dottor Caius nella produzione di Herbert Beerbohm Tree de Le allegre comari di Windsor all'His Majesty's Theatre.
Diventò un attore caratterista di ottimo talento e capacità, mettendosi in luce particolarmente nell'Anatolio di Arthur Schnitzler (1911); inoltre raggiunse la notorietà grazie alla direzione del Lyric Theatre ad Hammersmith.
Le opere messe in scena da Playfair presero le distanze dal naturalismo in auge presso i suoi contemporanei, caratterizzandosi invece per elementi stilizzati ispirati alle opere dell'attore, regista, drammaturgo, critico teatrale francese Jacques Copeau.
Tra gli allestimenti più riusciti si possono menzionare Abramo Lincoln di John Drinkwater (1919); L'opera dello straccione di John Gay (1920); Riverside Nights di Herbert e Playfair (1926).

## Opere
- Abramo Lincoln di John Drinkwater (1919);
- L'opera dello straccione di John Gay (1920);
- Riverside Nights di Herbert e Playfair (1926).